# Zimbabwe National Army
Lo Zimbabwe National Army (ZNA) è l'esercito dello Zimbabwe, parte integrante delle Zimbabwe Defence Forces. Esso conta 40.000 uomini (30.000 attivi e 10.000 paramilitari) e ha partecipato, nel corso della sua storia, alla Guerra civile in Mozambico, alla seconda guerra del Congo ed è stata protagonista del Gukurahundi e del Colpo di Stato in Zimbabwe del 2017. Supremo comandante dello ZNA è Emmerson Mnangagwa.